# De nieuwe schepper van de mens

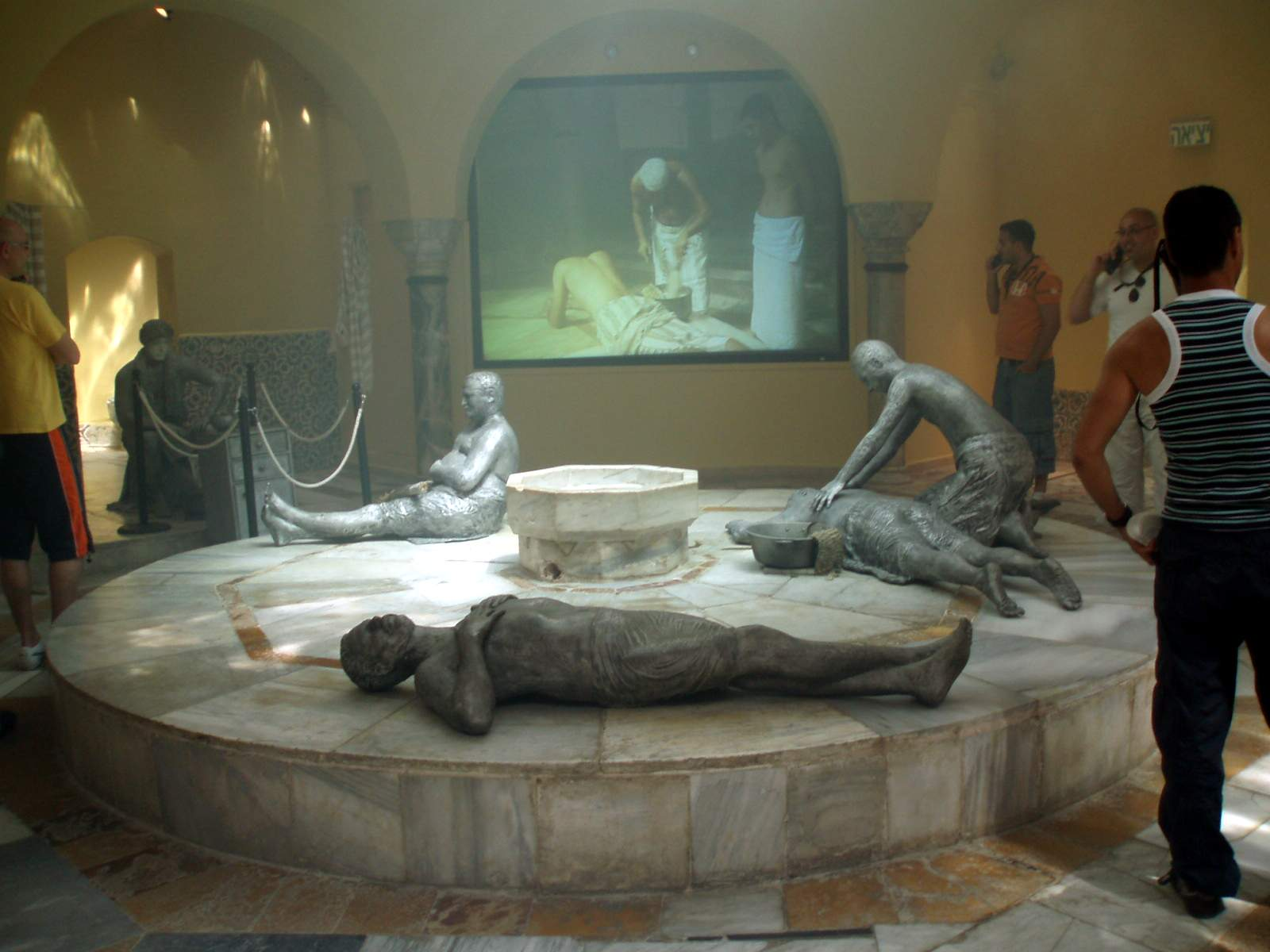
Hamam El Basha

De nieuwe schepper van de mens is een volksverhaal uit Marokko.

## Het verhaal
Djha komt in een café en gaat bij een deftige klant zitten. Dit blijkt een ambassadeur te zijn die zegt dat zijn land over een atoombom beschikt. Djha stelt zich voor als de zoon van Djha en vertelt nog nooit van het land gehoord te hebben. De ambassadeur vertelt dat de fabrieken in zijn land alle mogelijke dingen maken. Djha zegt dan dat hij mensen kan maken. De ambassadeur biedt een miljoen dinar om dit te kunnen zien.
Djha zegt dat de betaling van de miljoen dinar in een Turks bad zal moeten gebeuren. Er zijn drie deuren in dit gebouw. Djha komt in de hamam en vertelt enkele vrienden over zijn plan de ambassadeur te foppen. Eén vriend moet voor een handdoek zorgen. Een andere vriend moet zorgen voor stoom als Djha een knipoog geeft. De derde moet kloppen met sloffen om het lawaai van benzinemotoren na te bootsen. 
De ambassadeur is nog nooit in een Turks bad geweest en wordt door Djha begroet. De goedgebouwde vriend van Djha draagt alleen de handdoek, hij wordt als Apollo voorgesteld aan de ambassadeur. Apollo is een 'gemaakt' mens en de ambassadeur is nu erg benieuwd naar de productielijn. Djha brengt hem naar de massageruimte. Hier worden mensen gekneed om ze vorm te geven. Djha laat zijn vriend stoom in de ruimte brengen, terwijl de andere vriend met de sloffen klopt. 
De ambassadeur is de hitte van de stoom niet gewend. Hij is erg onder de indruk van het geheel; het lawaai, de hitte en het slechte zicht. De brillenglazen van de ambassadeur beslaan en hij wil snel naar buiten. Het lijkt alsof hij in de atmosfeer en nevels van het ontstaan van de aarde is terechtgekomen. Pas na het ontvangen van de cheque brengt Djha de ambassadeur naar buiten. In de kasba wordt feestgevierd, waarbij hulde wordt gebracht aan de moderne wetenschap.

## Achtergronden
- Djha of Djiha is een persoon die in veel volksverhalen in Noord-Afrika en het Midden-Oosten voorkomt. In Egypte heet hij Goha en in Turkije Nasreddin Hodja. Het is een slimme jongen die zich onnozel voordoet om machthebbers en rijken te foppen. Het is de ware wraak van het gewone volk op de heersende klassen.
- In dit verhaal steekt Djha de draak met de westerling die denkt superieur te zijn.